# الشرفا الشرقية
قرية الشرفا الشرقية هي إحدى القرى التابعة لمركز شرم الشيخ في محافظة جنوب سيناء في جمهورية مصر العربية. حسب إحصاءات سنة 2018، بلغ إجمالي السكان في الشرفا الشرقية 411 نسمة، منهم 225 رجل و 186 إمرأة.